# آصف‌نگر
آصف‌نگر (به انگلیسی: Asif Nagar) یک منطقهٔ مسکونی در هند است که در حیدرآباد (هند) واقع شده‌است.